# مسرح خيال الظل
مسرح خيال الظل  هو نوع من الفنون الشعبية عُرف في الصين وعند العرب وعند شعوب أخرى، ويسميه الشعب الصيني بـ «مسرح بي ينغ». ويشمل مسرح خيال الظل عدة أنواع. وهناك نوع من مسرح خيال الظل يسمى بمسرح خيال ظل لونغ دونغ وتنتشر رئيسيا في محافظتي بينغ ليان وتشينغ لوه ومحافظات أخرى بمقاطعة قانسو والمنطقة المثلثة الشكل المتآخمة لمقاطعة شانغشي ومنطقة ننغشيا الذاتية الحكم بشمال غرب الصين. يعود مسرح خيال ظل لونغ دونغ إلى ما قبل القرن الرابع عشر وازدهر في أسرتي مينغ وتشينغ الملكيتين من القرن الرابع عشر إلى القرن التاسع عشر. وكانت عرائس هذه المسرحيات تصنع من جلود الأبقار السوداء الصغيرة السن.

## خيال الظل
مُصطلح خيال الظل هو مصطلح عربي، فالخيالُ يعني التشبيه والتصوير، والظل هو انعكاس الصورة، والأصل في المصطلح ظل الخيال، لكِنَّ الإضافة مقلوبة، وذكر الدكتور محمد الشنطي الذي وضَّح ماهيتهِ وطريقةِ اشتغالهِ بأنَّه مكوَّن مِنْ شخصٍ يقفُ خلف شاشة بيضاء كبيرة، وهذا الواقف هو المُمثِّل، لكنَّ وظيفته أقرب إلى الإخراج كما يقولُ، ويُمسكُ هذا المُمثِّل بأشكالٍ مصنوعةٍ مِنَ الجلد، أو الفراء، أو الورق القوي، وهذه الأشكال تتحدَّثُ بسم المُحرِّك، وتقوم بتمثيل مشاهد كاملة.

## خيال الظل عند العرب
عُرف خيال الظل عند العرب لاسيما في أواخر العصر العباسي وبدايات العصر المملوكي، وله غايات تعليمية وترفيهية.
وذكر المسرحي الروسي داكروب. ف أن "مسرح خيال الظل، في بلدان حوض البحر المتوسط، كان أحد أنواع الفن الشعبي الأكثر انتشارًا على مدار قرون عديدة، وانتشر هذا المسرح في الوطن العربي، ومؤخرًا في البلدان الغربية قادمًا من جنوب غربي آسيا وشرقها، بأن حافظ فيها بعض أشكال مسرح الظل على تقاليده القديمة، بينما ضاع هذا الفن في ثقافة الشعوب العربية، ومع ذلك نلاحظ اهتماما متزايدًا بين المسرحيين العرب ببعث تقاليد مسرح الظل، التي كانت مرتبطة بالوعي القومي".